# Skedemosse
Skedemosse war ein Moor auf der schwedischen Ostseeinsel Öland. Es wurde im 19. Jahrhundert trockengelegt. Bekannt wurde das Gebiet im 20. Jahrhundert als ergiebiger archäologischer Fundplatz. Heute ist es als Natura-2000-Gebiet ausgewiesen.

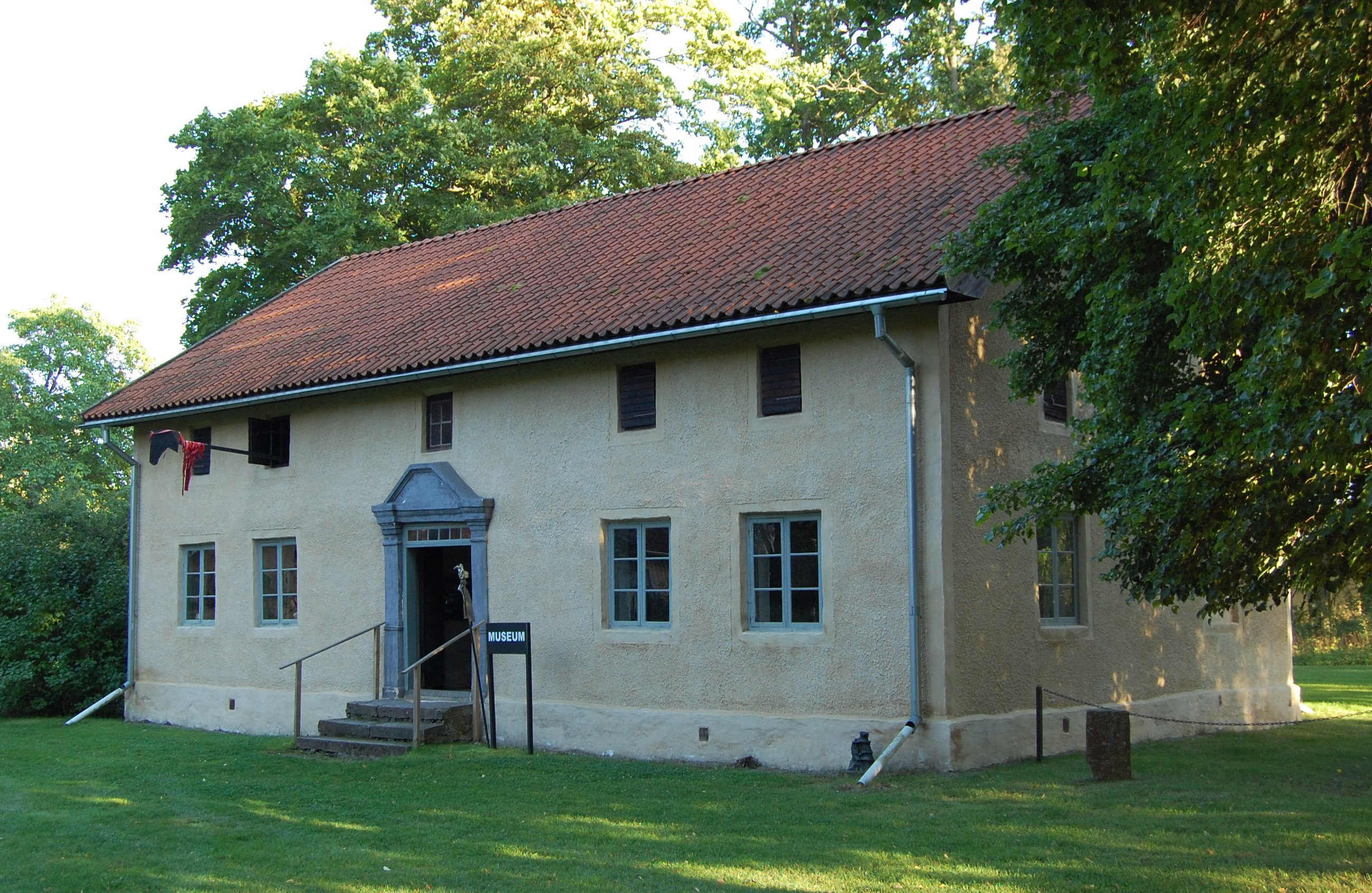
Skedemosse Museum

## Lage
Das östlich von Borgholm gelegene Moor gehörte zu den größeren Mooren der Insel. Das flache Areal umfasste ein Gebiet von etwa 190 Hektar.

## Entstehung
Ungefähr im Zeitraum von 7000 bis 6000 Jahren vor unserer Zeitrechnung hatte sich im Bereich des späteren Moors ein Binnensee gebildet. Der See bildete sich an der Westseite des in Nord-Süd-Richtung verlaufenden sogenannten Ancyluswalls, einem bei der Entstehung der Ostsee entstanden großen Strandwall auf Öland. Aufgrund des von Westen nach Osten bestehenden Gefälles der Insel staute sich das Wasser an dem quer hierzu stehenden Wall. Der See entwässerte nach Süden.

## Binnensee
Der See war in der Steinzeit etwa 1,5 bis 2 Meter tief. Der Grund des Sees war mit einer Sandschicht bedeckt, welche auf einer Grundmoräne lag. Auf dem Seegrund befand sich auch Kalkschlamm. In dieser Schicht können heute Überreste von Fischen wie Schleie, Hecht und Barsch festgestellt werden. Wasserpflanzen bestanden zunächst nur in geringem Umfang. Der See wurde mit Speer, Netz und Haken befischt.
Am Ufer entstanden jedoch vermehrt Wasserpflanzen. Seggen und Schilf herrschten vor. Etwa 2000 vor unserer Zeitrechnung, während der Bronzezeit, bestand eine deutliche Verlandungstendenz. Es entstand Detritusschlamm der langsam nach oben wuchs. Die Fischerei war in diesem Zeitraum besonders ertragreich. Heute können für diesen Zeitraum Tiere wie Frösche, Kröten, Stockente, Knäkente, Schellente, Reiherente, Krickente, Singdrossel, Bekassine, Seeadler, Mittelsäger, Wasserspitzmaus und Ostschermaus nachgewiesen werden.

## Verlandung
Am Beginn der Eisenzeit (etwa 500 v. Chr.) bestanden noch kleine Flächen offenen Wassers, welche von schlammigen Moor umgeben waren. Der Zustand dürfte dem heutigen Erscheinungsbild des weiter nördlich gelegenen Norra mossen entsprochen haben. Die umgebende Landschaft war unbewaldet und dünn besiedelt. Es bestanden einzelne Gehöfte und Weiler. Viehherden grasten auf Weiden. Es gab einige kleinere Getreideäcker.
In dieser Zeit diente der See zur Versenkung von Opfergaben, was die spätere archäologische Bedeutung begründete. Der See galt möglicherweise als heilig. Die Öländer kamen zum See um Opferfeste zu feiern. Für die Anreise wurde auch der ständig trockene Ancyluswall genutzt. Die Opfergaben wurden im offenen Wasser versenkt. Unklar ist, ob der See in dieser Zeit noch befischt wurde.

## Trockenlegung
Wie bei vielen öländischen Mooren gab es in der Neuzeit Bemühungen das Moor trocken zulegen, um Ackerland zu gewinnen. Ein erster Versuch erfolgte bereits um 1650. Karl X. Gustav, zu diesem Zeitpunkt Herzog von Öland, später schwedischer König, veranlasste erste Drainagegräben, die den Ancyluswall nach Osten durchstießen. Der gewonnene Acker wurde zum Anbau von Hafer genutzt, der an das Schloss Borgholm geliefert wurde. Diese Nutzung endete jedoch, als Karl X. Gustav König wurde und Öland verließ.
Zum Beginn des 19. Jahrhunderts wurde ein konkretes Konzept zur Entwässerung erstellt und in den Jahren 1818 und 1819 mit umfangreichen Arbeiten umgesetzt. Ab 1821 wurde der Hof Skedemosse gebaut. 1895 erfolgten noch weitere Entwässerungsarbeiten. In dieser Zeit wurde die landwirtschaftliche Nutzung noch einmal deutlich intensiviert. Anstelle des Moores dehnten sich nun Ackerflächen aus.
Der Verlust der öländischen Moore brachte schwerwiegende ökologische Folgen vor allem für den öländischen Wasserhaushalt.

## Archäologische Funde

### Erste Funde
Erste verbürgte archäologische Funde aus dem Gebiet des Skedemosse stammen aus dem Jahr 1901. Oberstudienrat F. J. Bachrendtz aus Kalmar berichtete an die Schwedische Akademie der Wissenschaften über den Fund von Äxten, Schwertern und Speerspitzen aus Eisen. Hans Hildebrand sandte ein Jahr später weitere Funde an das staatliche historische Museum. In den Jahren von 1910 bis 1930 gab es weitere Berichte. Im Flurstück 1:5A erfolgten in den Jahren 1928 und 1930 erste Ausgrabungen durch T. J. Arne. Etwas später erfolgte im Flurstück 1:2B eine weitere kleine Untersuchung durch Manne Hofren aus Kalmar.

### Goldfunde
Im Jahr 1949 wurde ein Ring aus Gold gefunden. Durch einen Fehler wurde der Fund jedoch am Wohnort des Finders in Lindby registriert. 1959 entdeckte Birger Karlsson, Enkel des ersten Finders, bei der Anlegung eines Entwässerungsgrabens einen weiteren Goldring. Es stellte sich heraus, dass der Fundort mit dem des ersten Rings übereinstimmte. Fundort war das bezeichnenderweise als Goldacker benannte Flurstück 1:10A.

### Ausgrabungen von 1961
Dieser zweite Goldfund war Anlass für eine umfangreiche Ausgrabung im Jahr 1961 unter der Leitung von Ulf Erik Hagberg, Mitarbeiter des schwedischen Reichsdenkmalamtes und Forscher an der Universität Uppsala. Es fanden flächenhafte Grabungen, die Anlegung von Probeschächten und die Kontrolle von Pflugfurchen statt.
Die größte Grabungsfläche wurde auf dem Flurstück Goldacker sowie einem nördlich angrenzenden Acker eingerichtet. Auf einer Fläche von 200 m² fand man 5 weitere Goldringe. Das Gesamtgewicht der sieben Ringe beträgt 1,3 Kilogramm. Darüber hinaus wurden römische Silbermünzen und versilberte Bronzebeschläge der Gürtel römischer Offiziere gefunden. Neben einigen Waffen und Speerspitzen konnten Tierknochen und ein Menschenschädel geborgen werden.
Im angrenzenden Flurstück 1:9 fanden sich bei Ausgrabungen Waffen, Schwerter, sowie Einzelteile von Schwertscheiden aus Bronze. Auch Amulette für das Schwertgehänge, sogenannte Schwertperlen, Spangen, Beschläge und Zwingen. Noch mehr Waffen fanden sich in einer Grabung im Flurstück 1:12, etwa 50 Meter südlich der Goldfunde. Hier konnte auch ein Zaumzeug gefunden werden.
Die starke Konzentration der Funde wird darauf zurückgeführt, dass sich dort eine kleine Landzunge von Süden in den See hinein schob und hier ein Platz für Opfer war.
Eine weitere Grabungsfläche befand sich am ehemaligen Westufer des Sees. Im Anschluss an das Grabungsgebiet von 1928 wurden die Flurstücke 1:5A und 1:5C untersucht. Es fanden sich neben einzelnen Waffen, Schwertern, Speeren, Schwertern mit Knauf nach römischem Vorbild auch ganze Waffenbündel. Weiter wurde die elegant verzierte Zwinge einer Schwertscheide und Gürtelverzierungen gefunden. Auch Teile eines menschlichen Skeletts und Tierknochen waren wieder unter den Funden.
Im Flurstück 1:2B im nördlichen Teil des Gebiets fanden sich keinerlei Waffen. Es wurden Tierknochen von Pferden, Rindern, Schafen und eines Hundes gefunden. Auch Gerätschaften zum Fischen so eine Zaunreuse und aus Rinde gefertigte Schwimmer gehörten zu den Funden.

### Deutung der Funde
Es wird davon ausgegangen, dass der vor dem Moor an dieser Stelle befindliche See zu Beginn der Zeitrechnung als heilig angesehen und regelmäßig Opfergaben versenkt wurden. Die nördliche waffenlose Fundstelle dürfte als Teil des normalen Fruchtbarkeitskultes der ansässigen bäuerlichen Bevölkerung zu sehen sein. Die anderen Fundstellen dienten offenbar Kriegern als Opferstätten. Die gefundenen Waffen waren unbrauchbar gemacht. Die Opfer sollten den Göttern, nicht jedoch Menschen dienen. Hierbei spielten auch Krieger eine Rolle, die mit den deutlich weiter südlich gelegenen Grenzbereichen des Römischen Reichs Kontakt hatten.

## Heutige Situation
Das Gebiet des Moors und der archäologischen Funde wird weiterhin landwirtschaftlich genutzt. An den Fundstellen erinnert nichts an die aufsehenerregenden Funde. Ein im Hof Skedemosse eingerichtetes Museum informiert über die Geschichte des Moors und der archäologischen Grabungen.
Ähnlich reichhaltige Funde werden seit 2000 in Finnestorp in Västergötland gemacht.